# Xylophanes fusimacula
Xylophanes fusimacula là một loài bướm đêm thuộc họ Sphingidae. Nó được tìm thấy ở Brasil tới Colombia và Bolivia.
Con trưởng thành có màu và cách thức màu cánh giống với Xylophanes undata và Xylophanes zurcheri.
Cá thể trưởng thành có lẽ mọc cánh quanh năm.
Ấu trùng có lẽ ăn các loài Psychotria panamensis, Psychotria nervosa và Pavonia guanacastensis.